# Де Комб, Жозеф
Жозеф Де Комб (фр. Joseph De Combe; 19 июня 1901 — 1965) — бельгийский пловец и ватерполист, призёр Олимпийских игр.
Родился в 1901 году. В 1924 году на Олимпийских играх в Париже помог бельгийской сборной завоевать серебряную медаль в водном поло, а также стал серебряным призёром в плавании на дистанции 200 м брассом. В 1928 году на Олимпийских играх в Амстердаме также участвовал в состязаниях на дистанции 200 м брассом, но медалей не добился. В 1936 году на Олимпийских играх в Берлине стал обладателем бронзовой медали в водном поло.